# 麥克·奧麥利
麥克·奧麥利（英語：Michael Edward "Mike" O'Malley，1966年10月31日—）是美國的一位演員，出演過眾多電影和電視劇。奧麥利出生在波士頓，成長在紐罕布夏州，在1990年代晚期搬到洛杉磯，並曾在NBC有自己的冠名節目。他曾出演過段時間歡樂合唱團並因此獲得艾美獎提名。